# Noordwijk
Noordwijk és un municipi de la província d'Holanda del Sud, al sud dels Països Baixos. L'1 de gener del 2009 tenia 25.421 habitants repartits sobre una superfície de 51,53 km² (dels quals 16,07 km² corresponen a aigua).

## Centres de població
Noordwijk aan Zee i Noordwijk-Binnen

## Ajuntament
- PvdA/GroenLinks/D66, 4 regidors
- VVD, 4 regidors
- CDA, 3 regidors
- WenS, 2 regidors
- JES, 2 regidors
- Verenigd Noordwijk, 2 regidors
- Noordwijk Totaal, 1 regidor
- ChristenUnie, 1 regidor